# دیوار عایق دوجداره

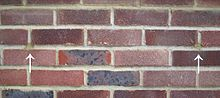
یک دیوار یه جداره عایق آن پس از ساخت نصب شده‌است، با سوراخ پر برجسته با فلش نشان داده شده‌است.

دیوار عایق دو جداره در زبان انگلیسی (Cavity wall insulation) به وسیله پر کردن قشر هوای دیوار خالی به وسیله متریال‌هایی که انتقال حرارت را مانع می‌شود، از کاهش اتلاف حرارت جلوگیری می‌کند. ثابت کردن هوا در فضای خالی (هوای راکد یک عایق واقعی است) از انتقال گرما جلوگیری می‌کند و در واقع فضای خالی می‌تواند هزینه گرمایش را کاهش دهد. در طول ساخت یک ساختمان جدید، فضای خالی اغلب بین پنل‌های قرار گرفته دردو طرف دیوار به وسیله الیاف پشم شیشه یا پشم سنگ پرمی شود. اما خیلی از متریال‌های عایق ساختمانی مزایای گوناگونی را ارئه می‌دهند وکاربرد بسیاری دارند. برای ساختمان‌های موجود که با فضای خالی عایق دار ساخته نشده‌اند، می‌توان از متریال‌های الیافی همانند سلولز عایق یا پشم شیشه دمیده شده در سوراخ ایجاد شده‌استفاده کرد، تا همهٔ فضای خالی دیوار به‌طور کامل پر شود. همچنین از فوم می‌توان برای این هدف استفاده کرد. اگرچه برخی فوم‌ها در گذشته هم استفاده می‌شده‌اند، از قبیل فرمالدئید اوره، دیگر استفاده نمی‌شود (برخی افراد به این مواد آلرژی دارند، اینها به سختی از درون دیوار ازبین برده می‌شود) و برخی دیگر همانند پلی اورتان از جا برداشته می‌شوند. همچنین دیوار دو جداره عایق می‌تواند در جلوگیری از انتقال گرما کمک کند و به وسیله حفره میان دیوار از گرم شدن خانه جلوگیری می‌کند. در کشور انگلستان از سوی دولت وشرکت‌های انرژی در بسیاری موارد ممکن است کمک هزینه‌هایی برای دیوار دوجداره عایق داده می‌شود. تعادل گرمایی یک هدف مقرون به صرفه است و برای بهبود راندمان انرژی و کاهش صورت حساب گرمایشی در اختیار خانوارهای با درآمد کم و آسیب‌پذیر قرار می‌گیرد.